# Sint-Leonardus en Gezellenkerk
De Sint-Leonardus en Gezellenkerk (ook: Martelaren van Gorcumkerk of Besterdse kerk) was een parochiekerk in de Noord-Brabantse stad Tilburg. Het gebouw was gelegen aan de Koestraat 129.

## Geschiedenis
Deze kerk werd gebouwd voor de wijk Besterd en in 1900 in gebruik genomen. Architect was Cornelis van Hoof. De twee traptorens die de voorgevel flankeerden werden in 1914 toegevoegd.
In 1972 werd de kerk onttrokken aan de eredienst, waarna het gebouw enige tijd leegstond en doelwit werd van vandalisme. In 1975 is het gesloopt.

## Gebouw
Het betrof een neogotische kruiskerk, met een opvallende voorgevel die door twee traptorens werd geflankeerd.